# ミーリ・マシン
ミーリ・マシン（Mealy Machine）は出力が現在状態と入力によって決定される有限オートマトンである。つまり、状態遷移図で描くと遷移エッジには出力信号が付記される。例えば、入力 '0' を受けて状態1から状態2に遷移する際に、'1' が出力される（エッジには 0/1 と表示される）。一方ムーア・マシンの出力は現在状態にのみ左右され、入力には依存しない。ただし、ミーリ・マシンはムーア・マシンと等価と見なすことが出来る。ムーア・マシンの状態は、ミーリ・マシンの現在状態と一つ前の状態の直積で表される。
ミーリ・マシンという名前は提唱者であり状態機械の先駆者である G.H. ミーリ の名からきている。彼はミーリ・マシンを A Method for Synthesizing Sequential Circuitsという論文に記している（Bell System Tech. J. vol 34, pp. 1045–1079, September 1955）。

## 形式的定義
ミーリ・マシンは (S, Σ, Λ, T, G, s) の6要素から成り、以下の性質を持つ。
- 状態の有限集合 (S)
- 入力文字列の有限集合 (Σ)
- 出力文字列の有限集合 (Λ)
- 遷移関数 (T : S × Σ → S).
- 出力関数 (G : S × Σ → Λ).
- 開始状態 (s ∈ S)

## 例
このマシンは 1クロック遅延マシンであり、入力 x0x1...xn に対して、0x0x1...xn-1 という出力を生成する。開始状態は S0 である。

## 注
1. ↑  訳すならば、順序回路合成の一手法、となるだろうか。